# 鼻唇沟

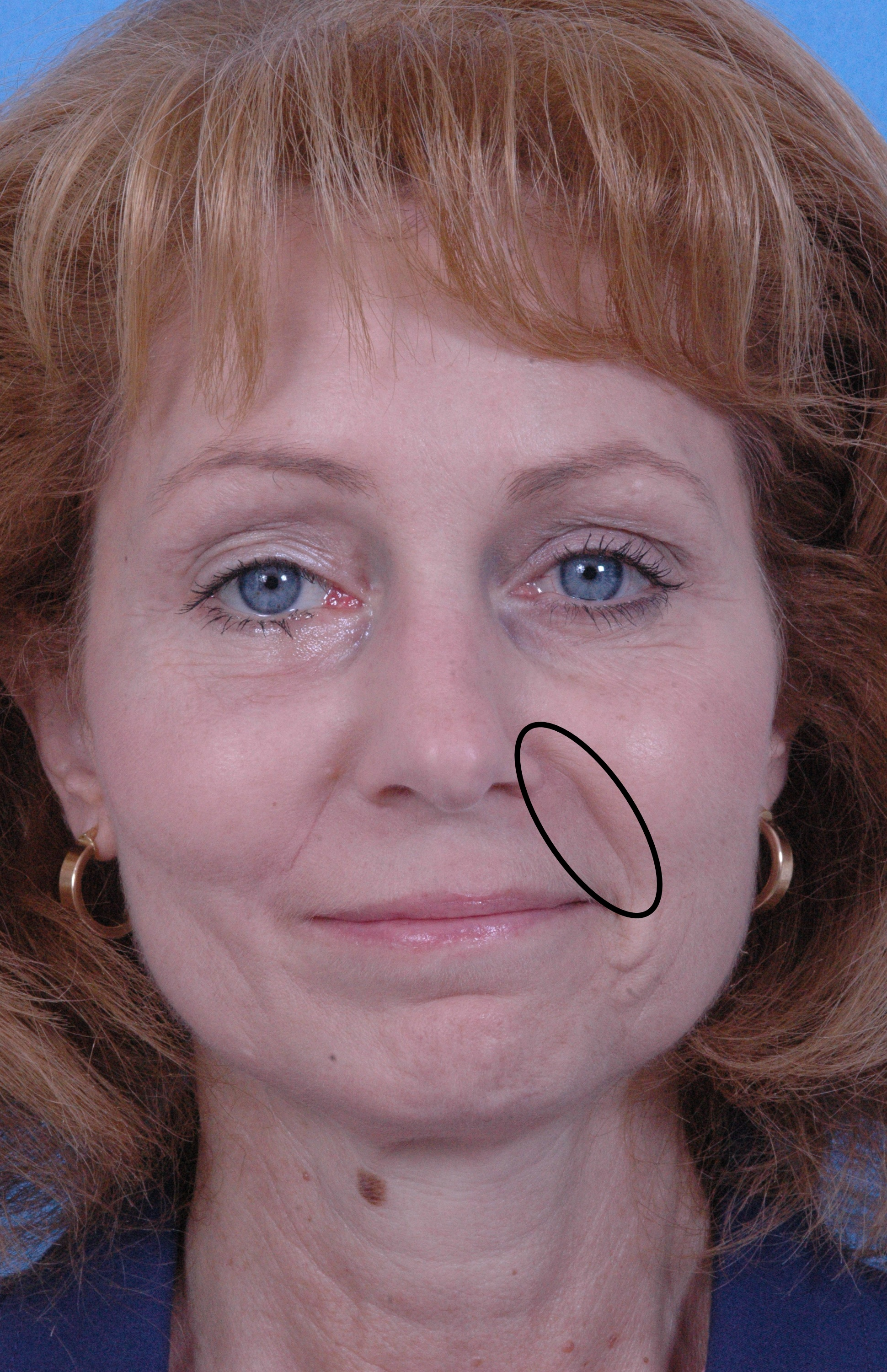
鼻唇溝

鼻唇溝（Nasolabial fold、Smile line、Laugh line），通常被稱為法令紋，是位於鼻子和嘴兩側的皮膚褶，分開了上嘴唇和臉頰。這是由致密的纖維組織、提上唇肌的纖維、起於鼻唇溝筋膜的肌纖維束，以及融入到口周唇紅的提上唇肌纖維所組成的。一般在笑的時候，鼻唇溝會較明顯，而且隨著年齡的增長會逐漸加深，因此去除鼻唇溝已成為美容的一個項目。目前已知很多因素與鼻唇溝的形成有關，包括衰老、重力作用、鼻唇溝內外側脂肪堆積及組織結構的差異、長期反復的表情肌運動，以及皮膚與皮下組織產生向下的相對位移。

## 分類
Rudkin等指出可以依據鼻唇溝的形態，將鼻唇溝分為凹型、直線型和凸型三個類型。王勝偉等則指出可以依據鼻唇溝的嚴重程度，鼻唇溝分為無、輕度、中度、重度、極重度五級。

## 醫學方面

### 局部注射透明質酸
因為具有操作簡便、損傷小，以及生物相容性好等優點，在鼻唇溝處注射透明質酸已成為最常用的填充鼻唇溝皺摺方法。Trevidic等的研究發現聯合利多卡因的兩種透明質酸都可以減輕注射過程中患者的疼痛感，並且對鼻唇溝填充的療效沒有影響。

### 後頰癌根治手術
進行後頰癌根治手術，切口可能會在鼻唇溝處，以避免破壞口裂的完整性，以及遺留較為明顯的術後瘢痕。因為切口縫合後，僅會在鼻唇溝處遺留隱蔽的瘢痕，類似微笑時形成的皮膚皺摺，故而被命名為微笑切口（smile incision）。此外，患者的口角及唇紅連續性保持完整，而多數患者的頦神經及面神經主要分支均能夠予以保留，然而此方法一般僅適用於後頰癌的根治手術，而對於腫瘤前界距離口角不足2厘米的患者則不宜採用該切口。